# Клопоцкий, Евгений Юрьевич
Евге́ний Ю́рьевич Клопо́цкий (бел. Яўген Юр'евіч Клапоцкі; 12 августа 1993, Брест) — белорусский футболист, защитник.

## Карьера

### Клубная
Евгений Клопоцкий родился в белорусском городе Брест. Занимался футболом в брестской ДЮСШ № 5. После попал в структуру брестского «Динамо».
В 2011 году дебютировал в команде. В основном Евгений был запасным игроком команды, однако за сезон защитник провёл 12 встреч и забил один гол. В конце года, выйдя на замену в кубковом матче против БАТЭ, Евгений сумел поразить ворота чемпионов и помог своей команде выйти в следующий раунд Кубка Беларуси. 2012 год для Евгения получился переворотным. Он стал чаще появляться в основном составе и закончил год с 19-ю проведёнными матчами в чемпионате и одним забитым голом в активе. В 2013 году Евгений стал стабильным игроком основы и был выбран капитаном команды. В июле получил травму, из-за которой пропустил три месяца. Вернулся на поле в октябре и вновь закрепился в основном составе.
В начале 2014 года капитанство в команде перешло к Роману Василюку, а Клопоцкий остался основным центральным защитником. Однако, в июне получил очередную травму и выбыл до конца сезона. В феврале 2015 года продлил контракт с «Динамо». В мае вновь получил травму, после восстановления в сентябре был переведён в дубль. В декабре из-за долгов «Динамо» перед футболистами АБФФ признала Клопоцкого свободным агентом.
На старте сезона-2016 стал игроком жодинского «Торпедо-БелАЗ», которому помог завоевать Кубок Беларуси 2015/16, обыграв в финале борисовский БАТЭ. Во втором раунде квалификации Лиги Европы против венгерского «Дебрецена», в самом конце встречи сумел отличиться дальним ударом со штрафного, тем самым принеся победу белорусской команде 2:1. В январе 2017 года продлил соглашение с жодинцами. В сезоне 2017 появлялся на поле нерегулярно, чередуясь с другими футболистами. По окончании сезона покинул клуб.
3 февраля 2018 года подписал контракт с футбольным клубом «Витебск», где закрепился в стартовом составе. Во второй половине 2019 года не играл из-за травмы, после вернулся в команду.
В январе 2021 года покинул «Витебск» и вскоре перешёл в брестский «Рух». Однако, из-за травмы так и не сыграл за команду. В декабре по соглашению сторон покинул клуб.

### Сборная
Евгений был игроком юношеской сборной до 19 лет, а с 2012 года является основным игроком молодёжной сборной. В начале 2014 года Клопоцкий удачно сыграл на Кубке Содружества 2014, где стал с тремя мячами лучшим бомбардиром своей сборной и помог ей завоевать бронзовые награды.
14 июля 2017 года дебютировал за национальную сборную Беларуси на Кубке Короля в Таиланде в матче против Буркина-Фасо (0:0).

## Достижения
- Обладатель Кубка Беларуси (1): 2015/16

## Результат по сезонам
| Клуб             | Сезон            | Лига             | Лига | Лига | Кубки | Кубки | Еврокубки | Еврокубки | Итого | Итого |
| Клуб             | Сезон            | Турнир           | Игры | Голы | Игры  | Голы  | Игры      | Голы      | Игры  | Голы  |
| ---------------- | ---------------- | ---------------- | ---- | ---- | ----- | ----- | --------- | --------- | ----- | ----- |
| Динамо (Брест)   | 2011             | Высшая лига      | 12   | 1    | 2     | 1     | 0         | 0         | 14    | 2     |
| Динамо (Брест)   | 2012             | Высшая лига      | 19   | 1    | 1     | 0     | 0         | 0         | 20    | 1     |
| Динамо (Брест)   | 2013             | Высшая лига      | 20   | 0    | 1     | 0     | 0         | 0         | 21    | 0     |
| Динамо (Брест)   | 2014             | Высшая лига      | 12   | 0    | 0     | 0     | 0         | 0         | 12    | 0     |
| Динамо (Брест)   | 2015             | Высшая лига      | 5    | 0    | 4     | 0     | 0         | 0         | 9     | 0     |
| Торпедо-БелАЗ    | 2016             | Высшая лига      | 22   | 1    | 6     | 3     | 4         | 1         | 32    | 5     |
| Торпедо-БелАЗ    | 2017             | Высшая лига      | 15   | 0    | 3     | 0     | 0         | 0         | 18    | 0     |
| Витебск          | 2018             | Высшая лига      | 24   | 3    | 2     | 0     | 0         | 0         | 26    | 3     |
| Витебск          | 2019             | Высшая лига      | 10   | 0    | 4     | 0     | 0         | 0         | 14    | 0     |
| Витебск          | 2020             | Высшая лига      | 23   | 2    | 2     | 0     | 0         | 0         | 25    | 2     |
| Рух (Брест)      | 2021             | Высшая лига      | 0    | 0    | 0     | 0     | 0         | 0         | 0     | 0     |
| Всего за карьеру | Всего за карьеру | Всего за карьеру | 162  | 8    | 25    | 4     | 4         | 1         | 191   | 13    |